# Södra Möckleby kyrka
Södra Möckleby kyrka är en kyrkobyggnad  i Växjö stift. Den är församlingskyrka i  Sydölands  församling .

## Kyrkobyggnaden

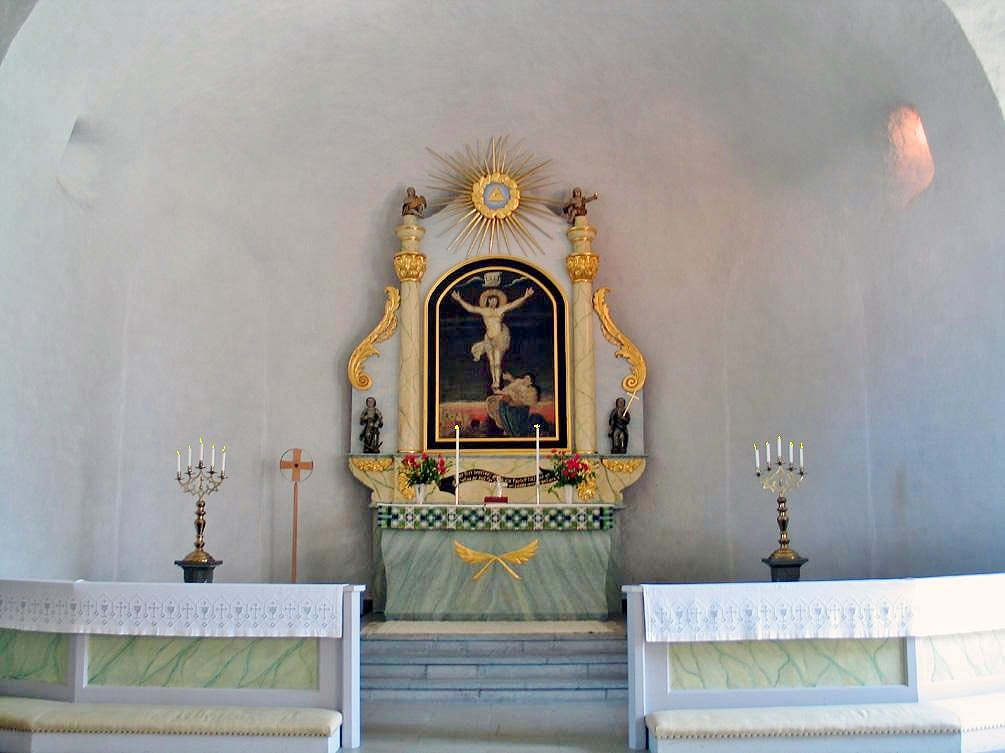
Koret i Södra Möckleby kyrka

Grunden av en  romansk 1100-tals   kyrka upptäcktes under golvet på den nuvarande kyrkan vid en restaurering  1950. Enligt en pennteckning utförd av  J.H.Rhezelius  vid dennes Ölandsresa 1634 bestod  medeltidskyrkan av ett långhus, kor  och absid  samt ett torn med pyramidliknande huv. Denna  kyrkan kom att användas till mitten av   1800-talet då en ny kyrka uppfördes.
Visserligen  hade planer  funnits  att bygga gemensam kyrka för Södra Möckleby och Smedby, men  1840  erhöll de båda församlingarna Kungl. Majts tillstånd att bygga var för sig. 1850-1851 byggde Peter Isberg den nya kyrkan i Södra Möckleby efter ritningar av   Johan Fredrik Åbom. Den medeltida kyrkans torn behölls och försågs med en lanternin uppförd på en svängd huv. Kyrkan som är byggd av kalksten består av ett kyrkorum av  salkyrkotyp  med   absidialt kor i öster samt torn i väster och sakristia  på norrsidan och en utbyggnad i söder. Långhuset  har stora rundbågiga fönster efter tidens stilideal. Rundbågestilen präglar också portalerna.
Den 28 september  1851 invigdes kyrkan av prosten Erik Gustaf Brunér. Det är inte många förändringar som skett sedan byggnadstiden. 1951 upptogs en separat sakristieingång och  absidens fönster igenmurades.

## Inventarier
- Stenaltaret och altarringen tillkom vid 1951 års renovering. Altaret är dock sedan 1983 träbeklätt.
- Nuvarande altaruppsats är en rekonstruktion från 1983 av en altaruppsats från den gamla kyrkan, utförd  1749  av Peter Buschberg från Kalmar. Målningen föreställer Maria Magdalena vid Kristi kors.
- Predikstol utförd  1780  av Jonas Berggren   och målad av Anders G Wadsten.
- Nummertavla av P Isberg  1851 .
- Votivskepp. Modell av en fullriggare. 1929.
- Bänkinredningen är sannolikt helt från 1951.
- Läktare som härstammar från kyrkans byggnadstid.

## Bildgalleri

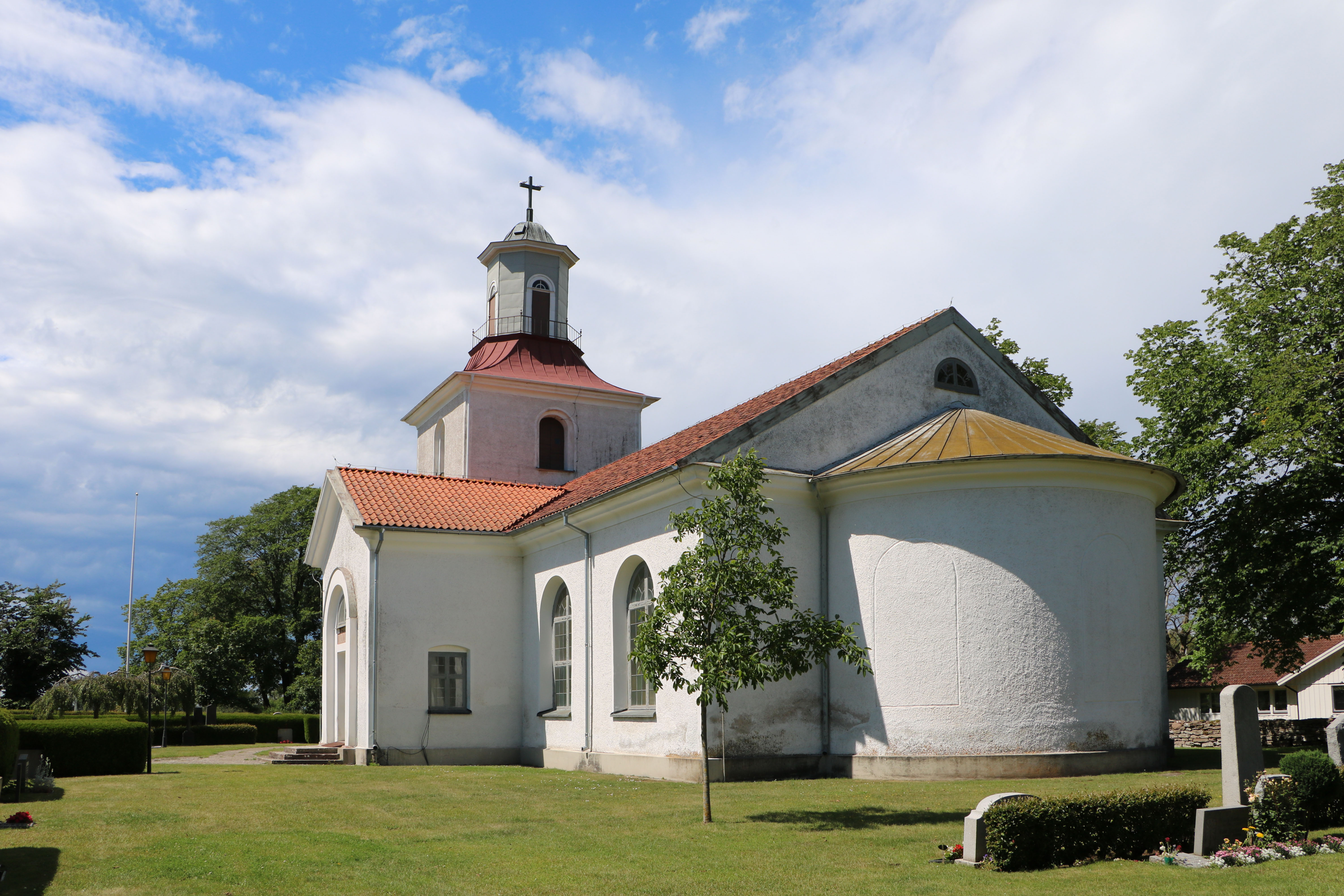
Exteriör från sydöst
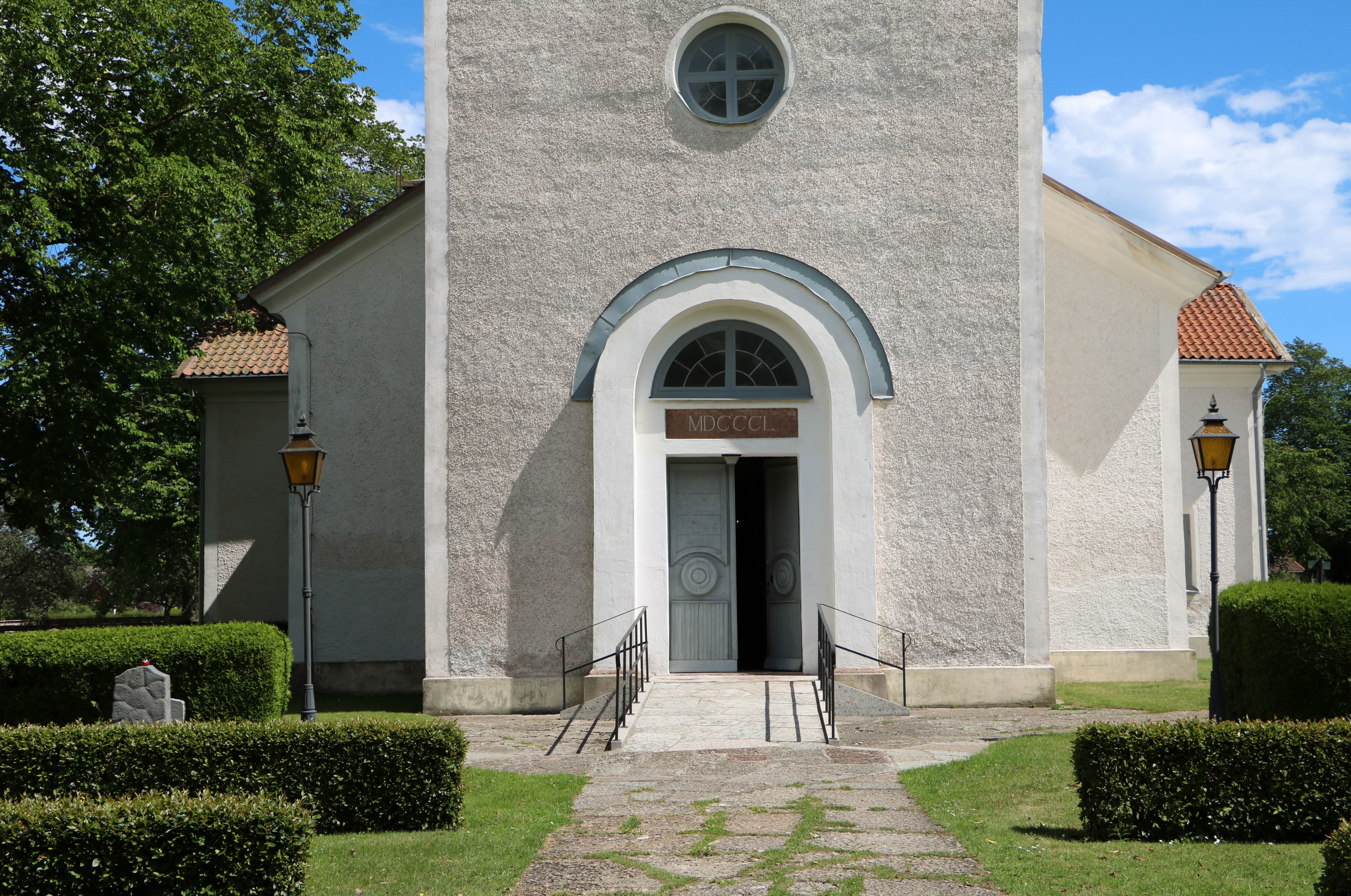
Västra portalen
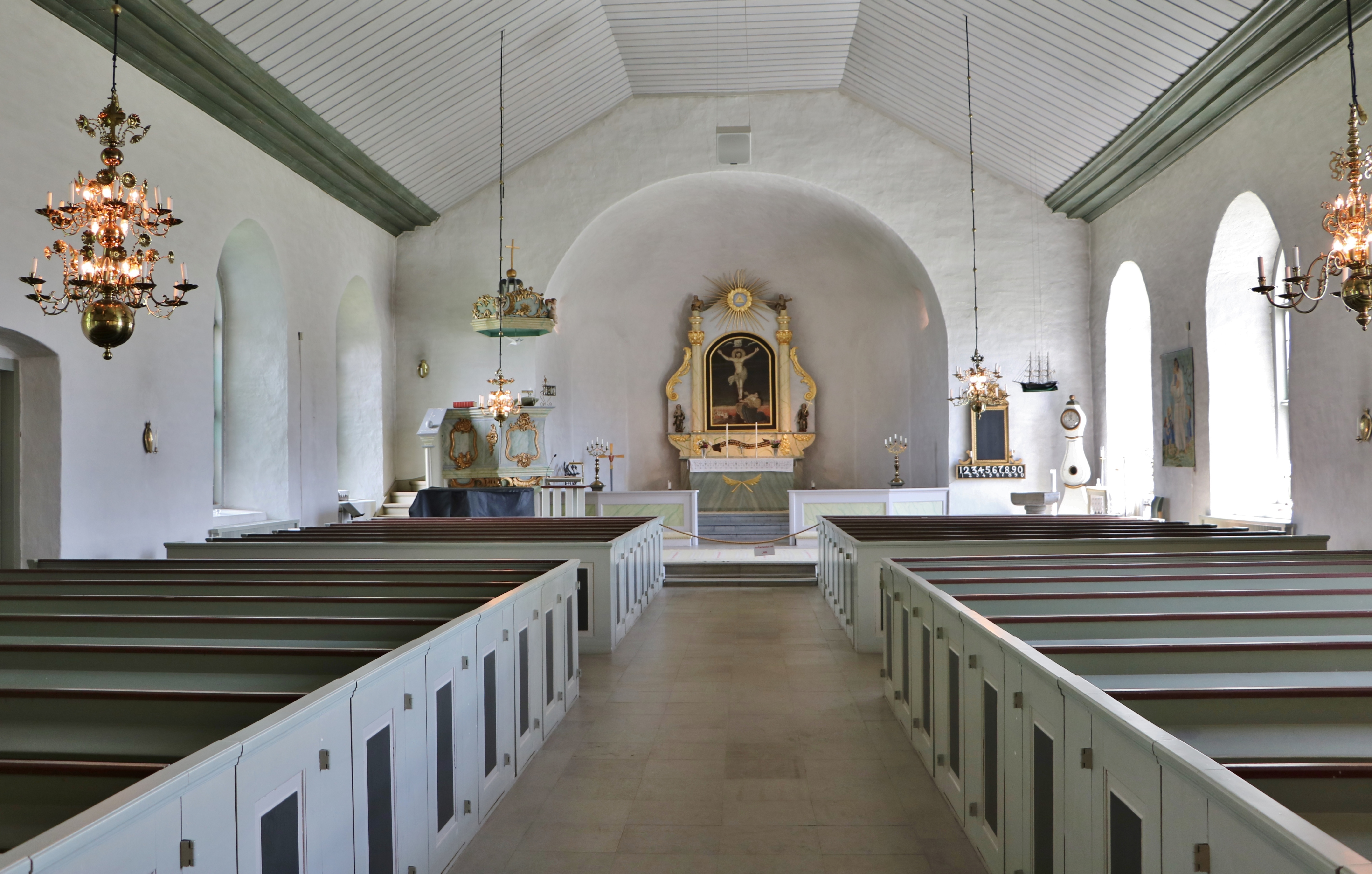
Interiör mot öster
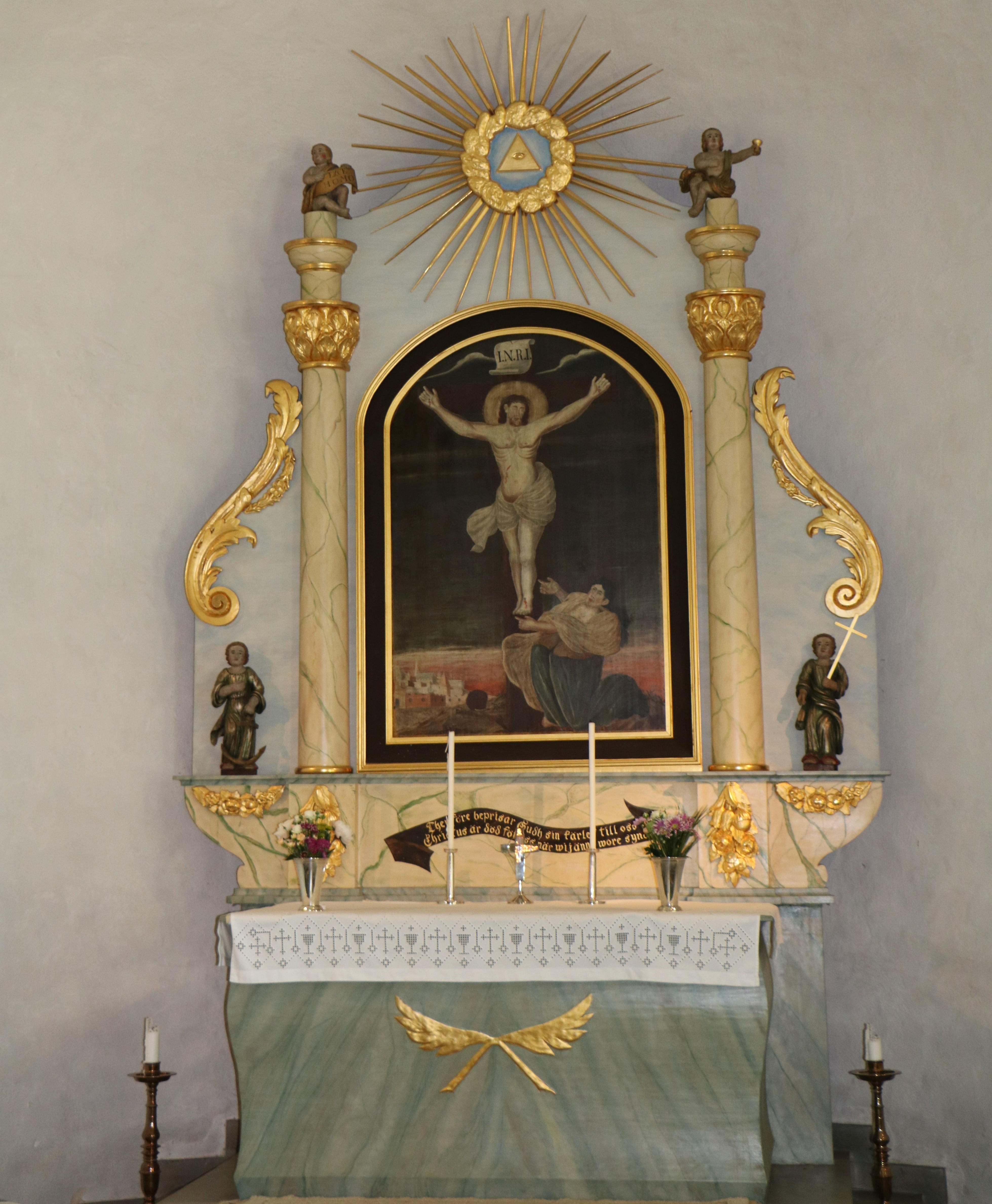
Altaruppsatsen
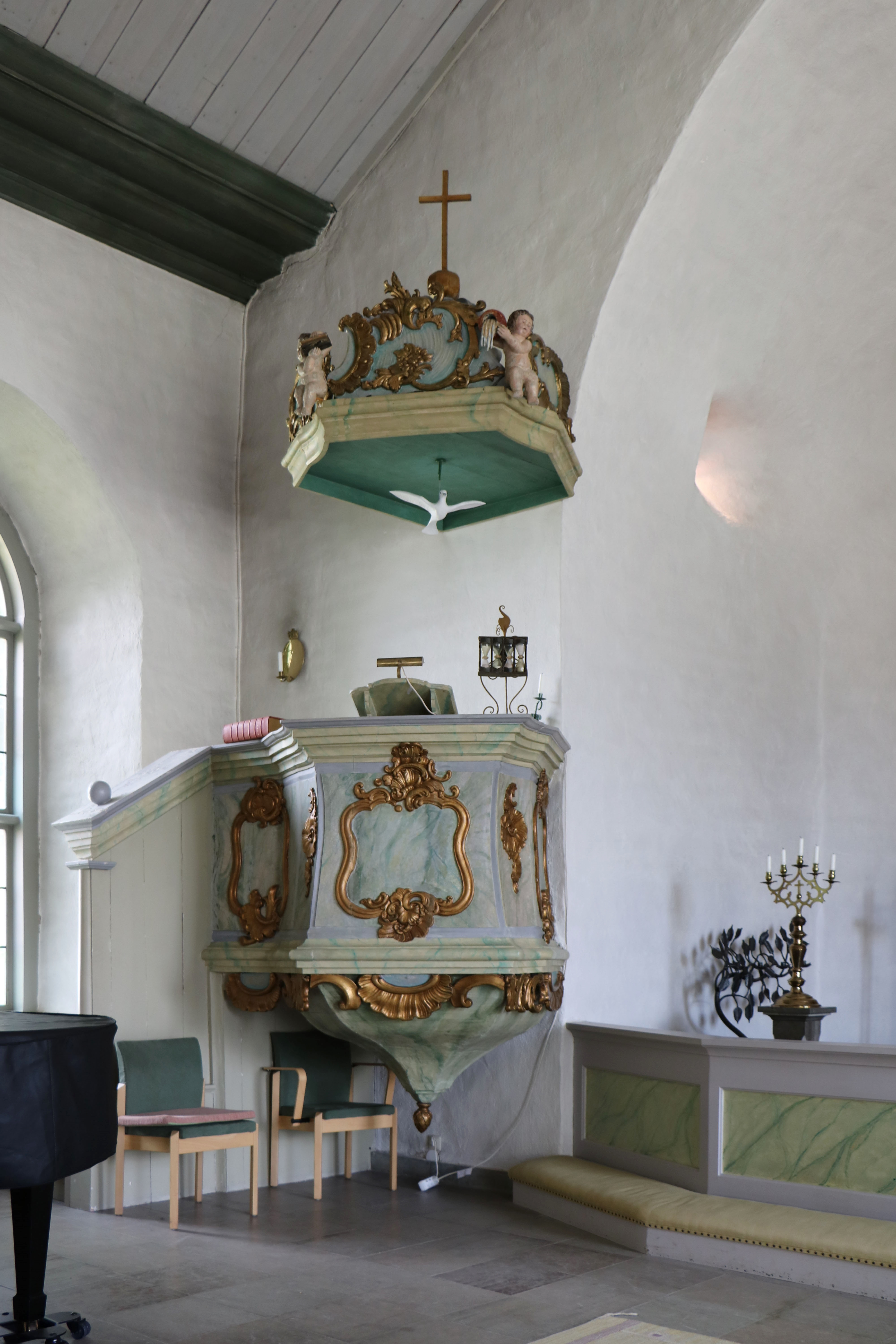
Predikstolen i rokoko
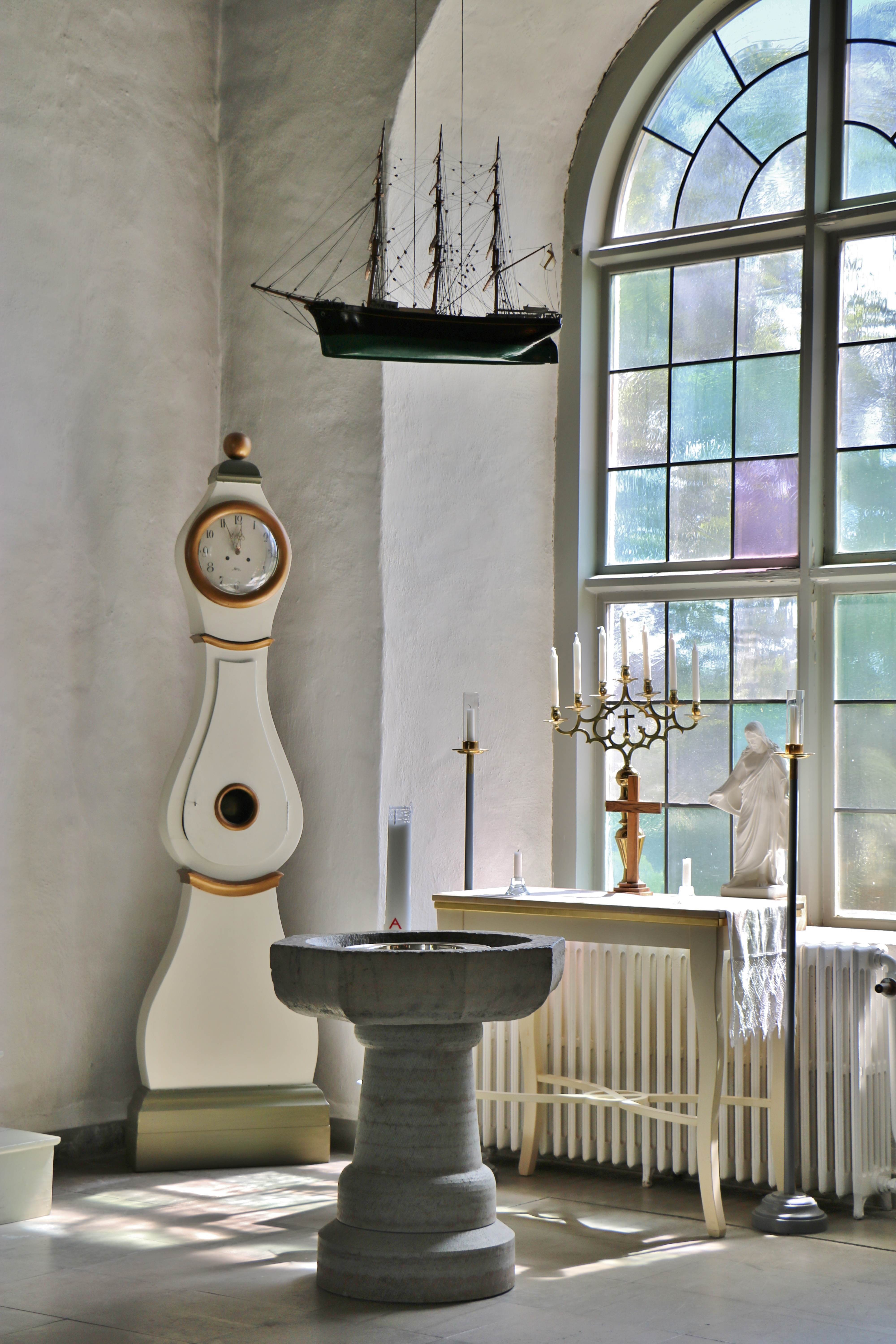
Dopplatsen i söder
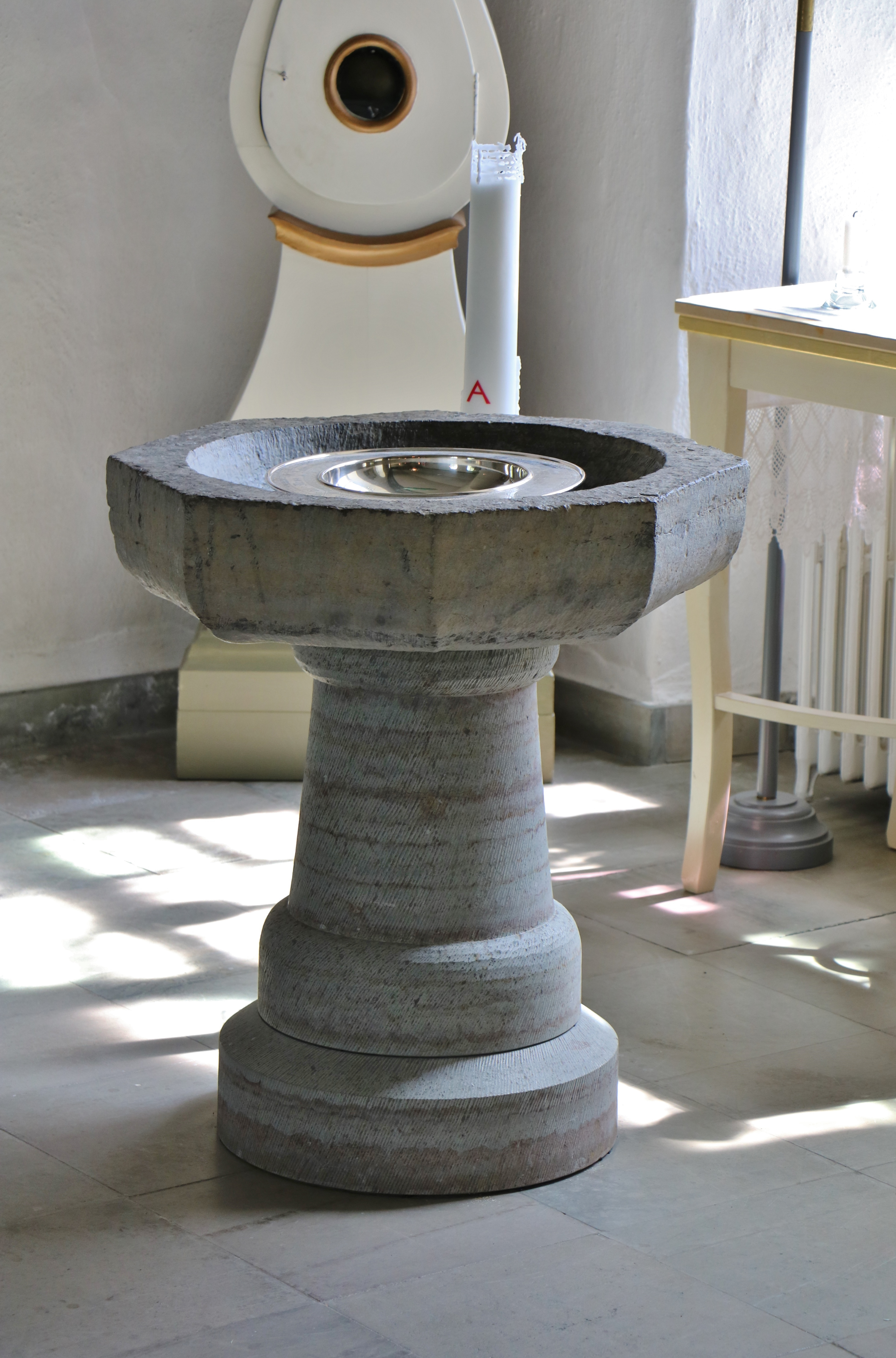
Dopfunten
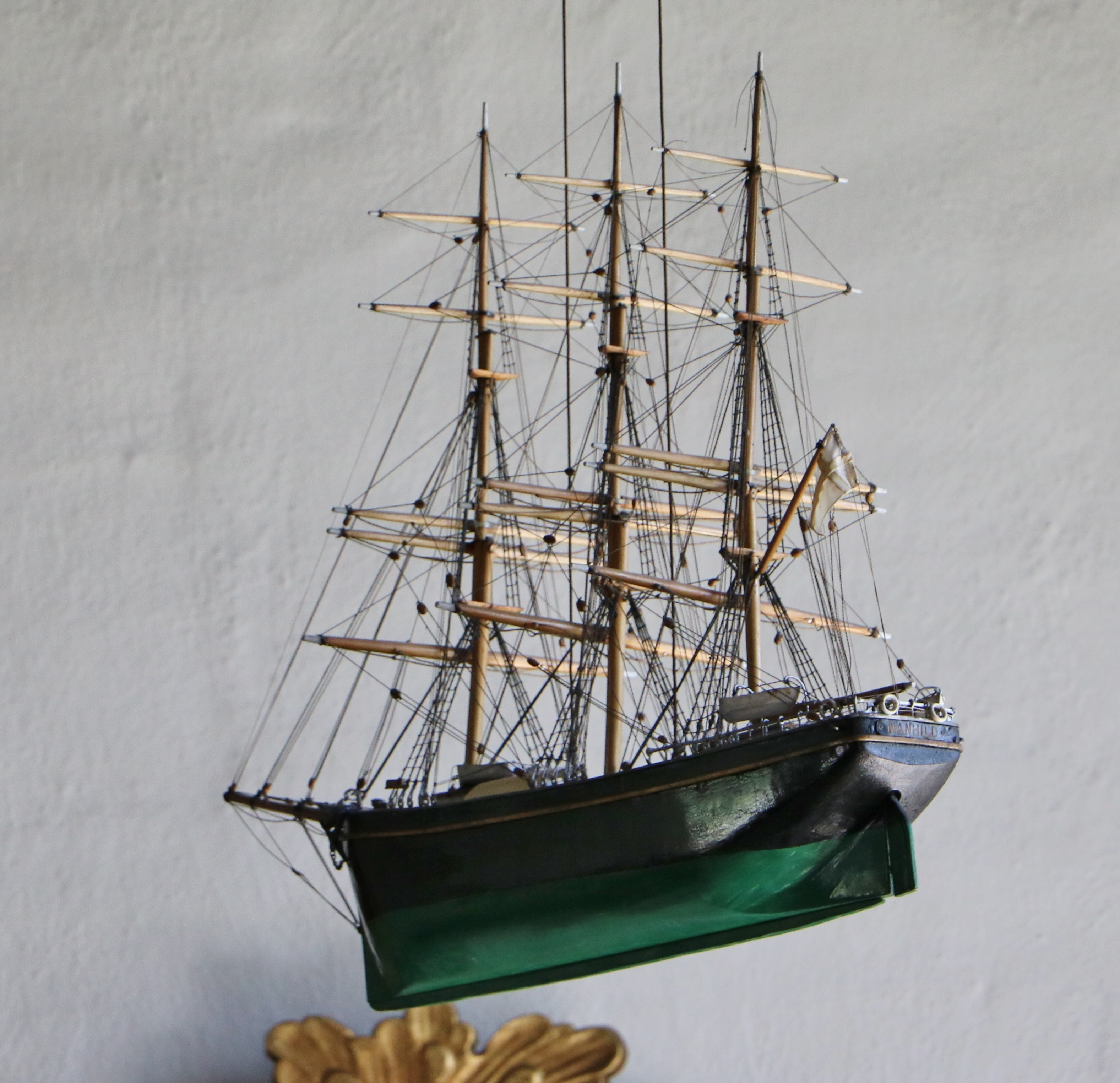
Votivskeppet
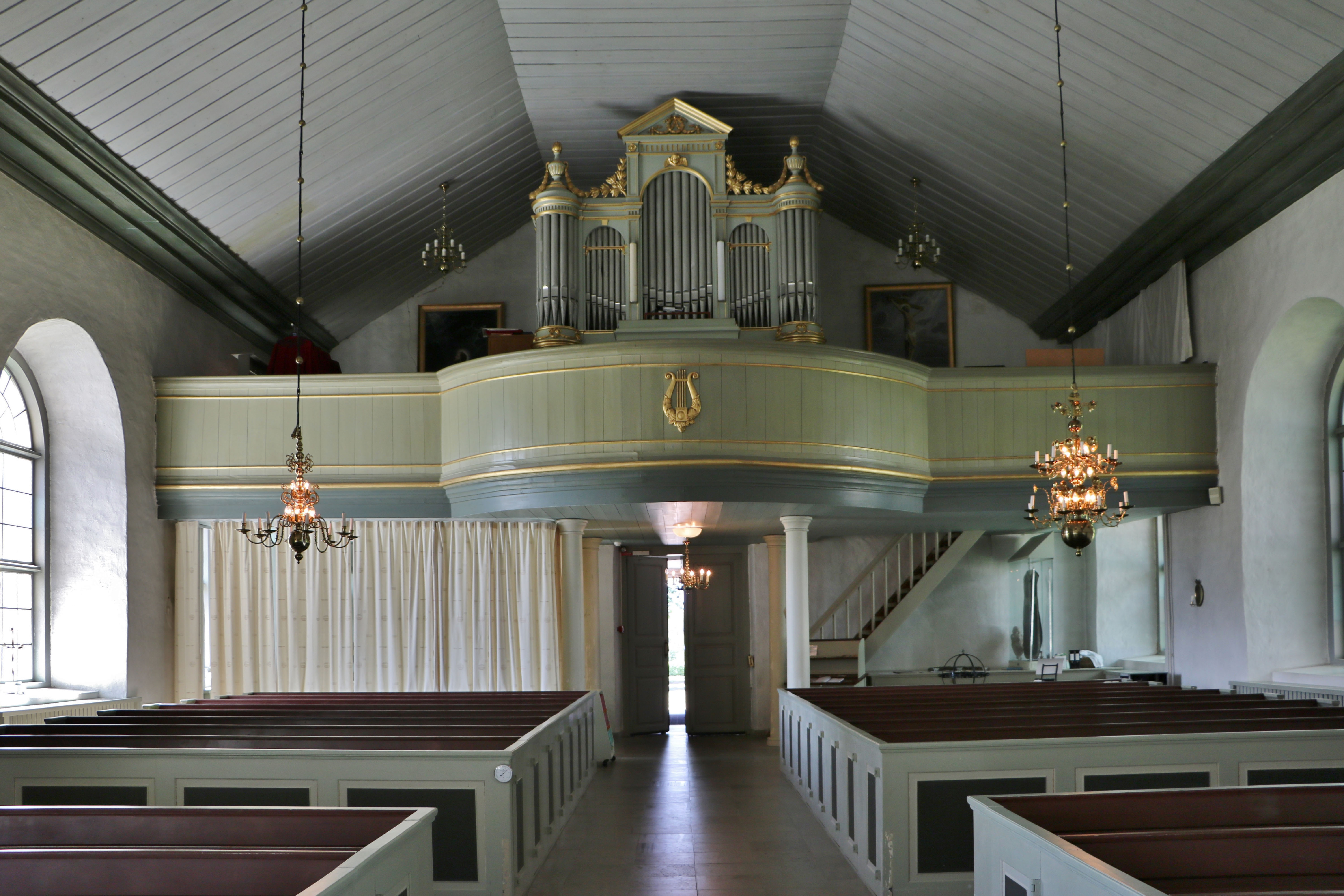
Kyrkorummet med orgelläktaren

## Orgeln

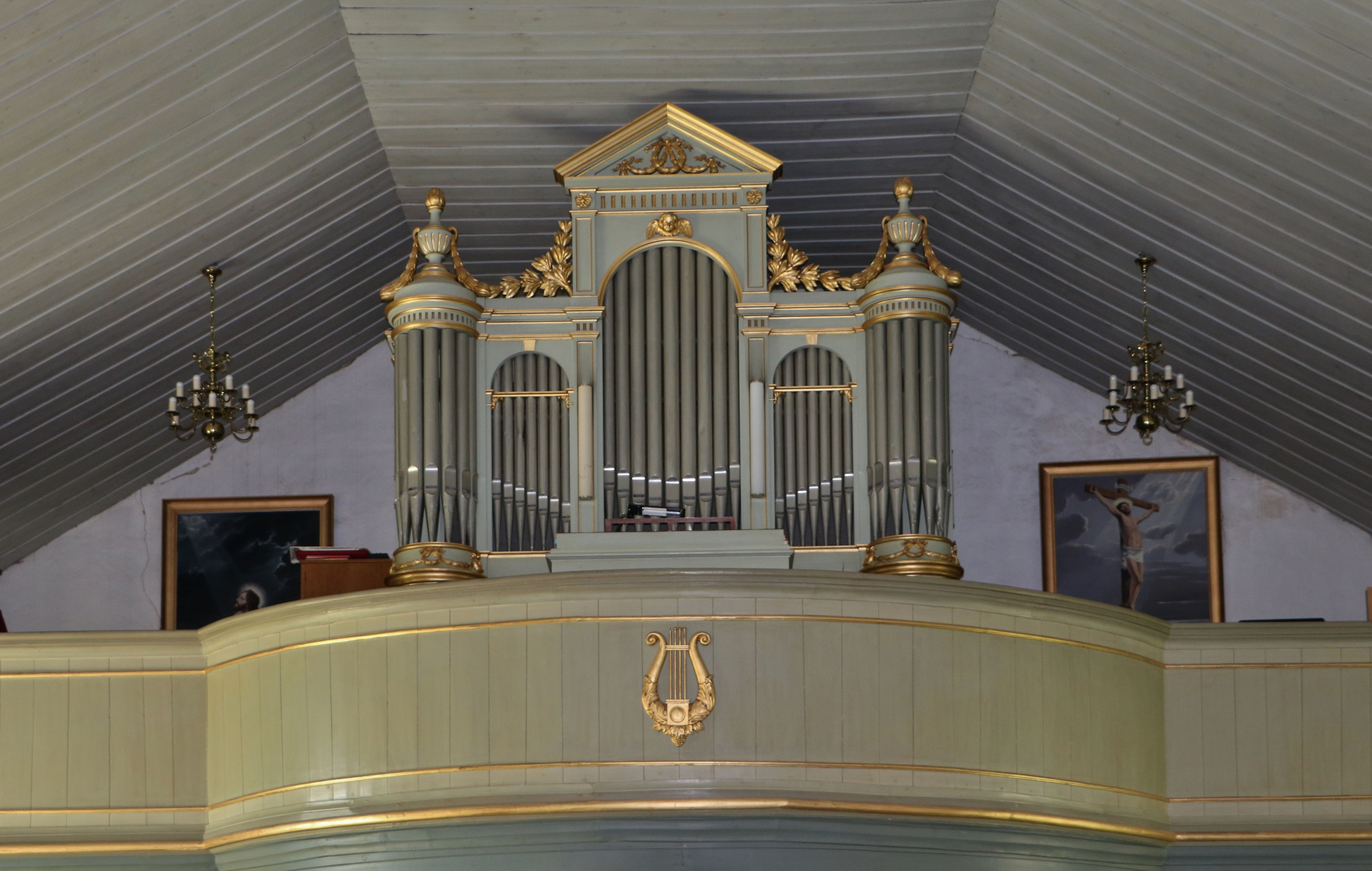
Orgeln med fasad av Axel Lindegren

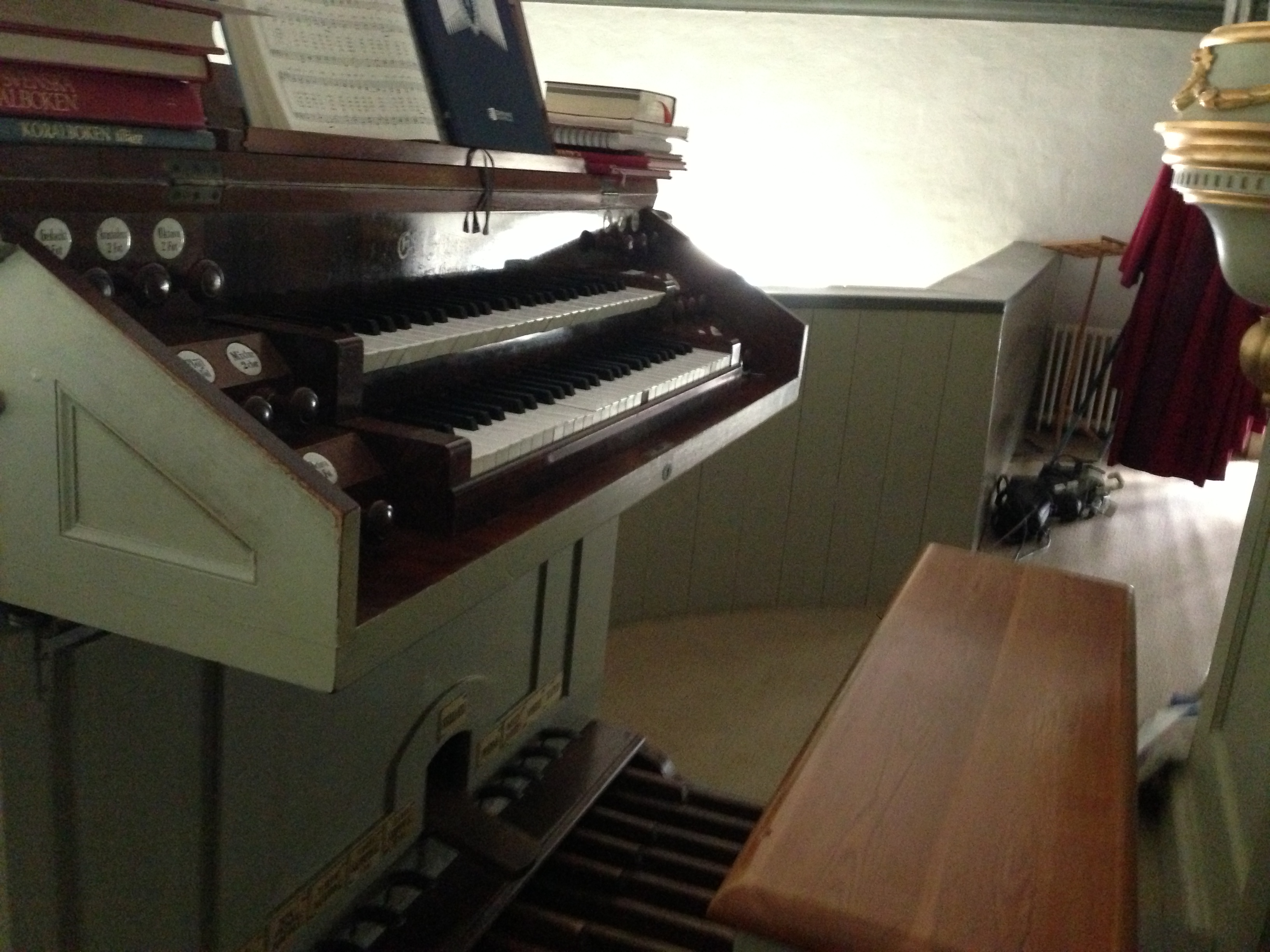
Orgelns spelbord

- 1884 inköptes ett tidigare orgelverk från Ås kyrka.[3]
- 1903 uppförde firma E. A. Setterqvist & son, Örebro, en orgel med tio stämmor fördelade på två manualer och pedal till en kostnad av 5.183 kronor. Orgelverket byggdes med rooseweltlådor, pneumatisk registratur och fasta kombinationer. Tillhörande fasad ritades av Axel Lindegren. Orgeln invigdes söndagen den 16 augusti 1903.[4]
- 1951 omändrades verket av Einar Berg, Stockholm.
- 1964 omändrades verket av Olof Rydén, Stockholm.

Nuvarande disposition:
| Huvudverk (I) C-f3 | Svällverk (II) C-f3 | Pedal C-g1    | Koppel |
| Principal 8’       | Rörflöjt 8’         | Subbas 16’    | I/P    |
| Gedackt 8’         | Principal 4’        | Gedackt 8’    | II/P   |
| Oktava 4’          | Gedackt 4’          | Koralbas 4’   | II/I   |
| Flöjt 4’           | Waldflöjt 2’        | Kvintadena 2’ | I 4’   |
| Oktava 2’          | Oktava 1’           |               | II 16’ |
| Mixtur 2 chor      | Sesquialtera 2 chor |               |        |
|                    | Crescendosvällare   |               |        |